# Oliver Silverholt
Oliver Montana Silverholt (22 giugno 1994) è un calciatore svedese, centrocampista o difensore del Falkenberg in prestito dal Varberg.

## Carriera

### Club
Il suo club d'origine è il BK Astrio, che ha lasciato a 16 anni per trasferirsi all'Halmstad. Qui ha vinto il campionato svedese giovanile con la squadra Under-19 del club. Con l'Halmstad ha anche debuttato nel torneo di Superettan nel 2012 con la prima squadra. Con la promozione in Allsvenskan ottenuta dal club al termine della Superettan 2012, Silverholt ha disputato i suoi primi due campionati di Allsvenskan della propria carriera.
In vista della stagione 2015 ha firmato un contratto triennale con l'Hammarby, neopromosso in Allsvenskan. È rimasto in biancoverde per due stagioni, di cui una (quella relativa al 2016) saltata quasi interamente per via degli infortuni, poi nel 2017 è stato girato in prestito annuale al Varberg in Superettan.
Nel dicembre del 2017 Silverholt ha firmato per l'Öster, con cui ha disputato cinque campionati di Superettan. Prima della stagione 2023 ha fatto ritorno al Varberg, tornando a calcare i campi della massima serie svedese per un anno prima che i biancoverdi chiudessero l'Allsvenskan 2023 all'ultimo posto. Nel luglio 2024, intorno a metà stagione, è stato prestato dal Varberg al Falkenberg, passando così dalla seconda alla terza serie nazionale.

### Nazionale
Ha giocato nelle nazionali giovanili svedesi Under-19 ed Under-21.

## Palmarès

### Club

#### Competizioni nazionali
- Ettan: 1

Falkenberg: 2024